# Kalonda
Kalonda és un poble i municipi d'Eslovàquia. Es troba a la regió de Banská Bystrica. La primera menció escrita de la vila es remunta al 1238.

## Demografia
| Godina             | 1994 | 2004    | 2014   | 2024   |
| ------------------ | ---- | ------- | ------ | ------ |
| Nombre de persones | 203  | 233     | 214    | 195    |
| Diferència         |      | +14,77% | −8,15% | −8,87% |

| Godina             | 2023 | 2024   |
| ------------------ | ---- | ------ |
| Nombre de persones | 196  | 195    |
| Diferència         |      | −0,51% |